# Des Plaines (Illinois)
Des Plaines je grad u američkoj saveznoj državi Ilinois. Prema popisu stanovništva iz 2010. u njemu je živjelo 58.364 stanovnika.